# Alexandra de Saxe-Coburgo-Gota
Alexandra de Saxe-Coburgo-Gota (Alexandra Luísa Olga Vitória), (1 de setembro de 1878 – 16 de abril de 1942) foi um membro da família real britânica.

## Família
Alexandra era a quarta filha do príncipe Alfredo, duque de Edimburgo e de Saxe-Coburgo-Gota e da grã-duquesa Maria Alexandrovna da Rússia. Era irmã mais nova da rainha Maria da Roménia e da grã-duquesa Vitória Feodorovna da Rússia e irmã mais velha da princesa Beatriz, duquesa da Galliera. Os seus avós paternos eram o príncipe Alberto de Saxe-Coburgo-Gota e a rainha Vitória do Reino Unido. Os seus avós maternos eram o czar Alexandre II da Rússia e a princesa Maria de Hesse-Darmstadt.

## Primeiros anos
Alexandra nasceu no dia 1 de setembro de 1878 no Castelo de Rosenau em Coburgo. A princesa foi baptizada a 2 de outubro do mesmo ano no Palácio de Edimburgo, em Coburgo, supostamente pelo capelão da mãe. Entre os seus padrinhos encontrava-se o seu tio materno, o grão-duque Alexei Alexandrovich da Rússia.
Chamada de 'Sandra' pela família, Alexandra passou os seus primeiros anos de infância em Inglaterra e, entre 1886 e 1889, viveu em Malta, onde o seu pai prestava serviço na Marinha Real. Em 1889, a família mudou-se para Coburgo, na Alemanha, quando o seu pai se tornou herdeiro-aparente do ducado de Saxe-Coburgo-Gota.

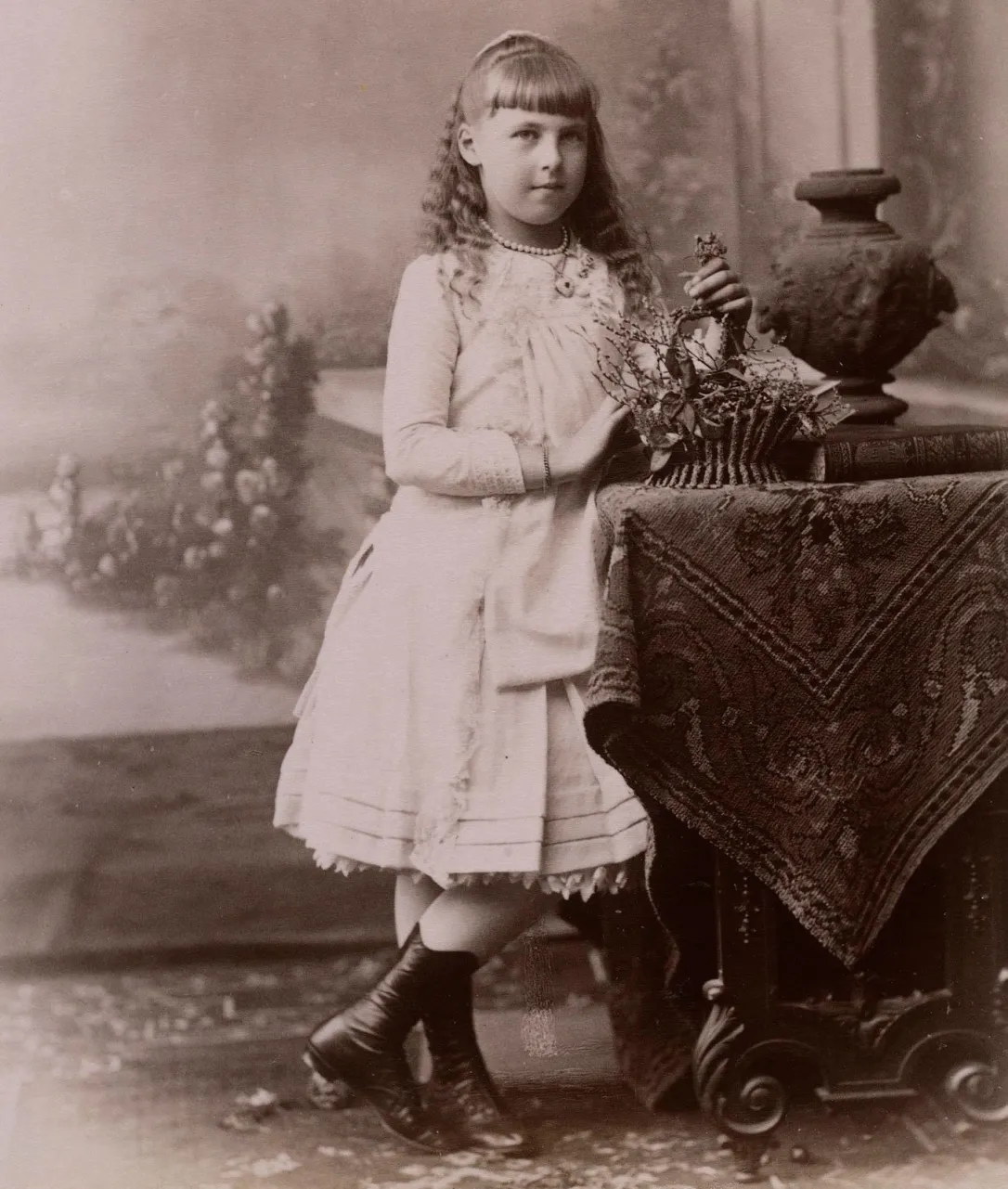
Alexandra em 1885

Em 1893, o seu tio-avô, o duque Ernesto II de Saxe-Coburgo-Gota (irmão do seu avô Alberto) morreu sem deixar descendentes. Como Alberto estava morto, e o seu tio, Eduardo VII do Reino Unido, na altura príncipe de Gales, tinha renunciado os seus direitos de sucessão do ducado, o lugar vago ficou para o pai de Alexandra, o duque de Edimburgo. Assim, a princesa Alexandra era simultaneamente uma princesa britânica e de Saxe-Coburgo-Gota. Ao longo de toda a sua vida, Alexandra foi sempre ofuscada pelas suas duas irmãs mais velhas, Maria e Vitória. Alexandra, que era menos bonita e mais tímida do que elas, era considerada simples, plácida e pouco brilhante.

## Casamento

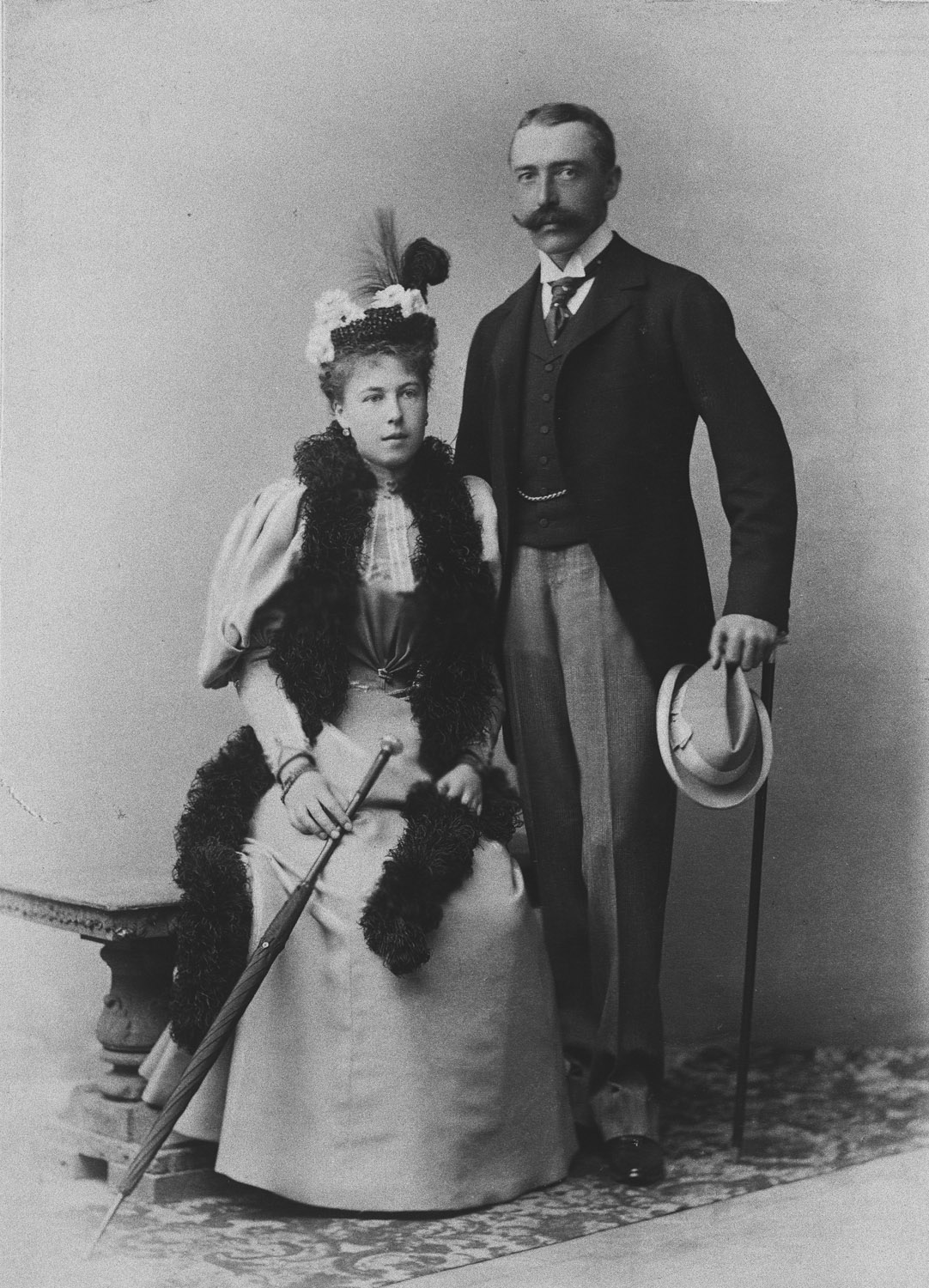
Alexandra com o marido Ernesto na época de seu casamento, em 1896.

Durante os anos de educação de Alexandra, o seu pai, demasiado ocupado com a sua carreira na marinha e depois com os seus deveres como governante de Coburgo, prestava pouca atenção à família. A mãe de Alexandra era a verdadeira presença dominadora na vida dos filhos. A duquesa acreditava que era essencial casar as suas filhas o mais cedo possível, antes que elas começassem a pensar por elas mesmas.

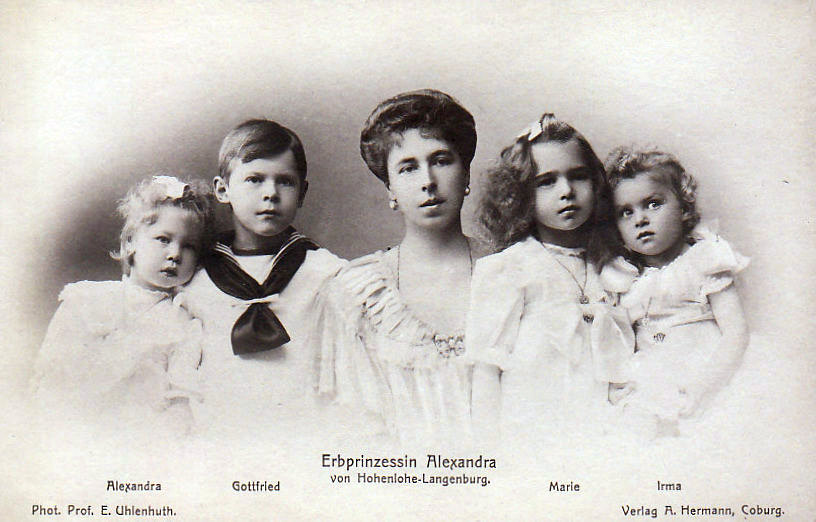
Alexandra com seus filhos em 1906.

No final de 1895, arranjou o casamento de Alexandra com o príncipe-herdeiro Ernesto de Hohenlohe-Langemburgo. A avó de Alexandra, a rainha Vitória, queixou-se de que a neta ainda era demasiado nova para casar. O seu pai achava que o seu futuro genro não tinha estatuto suficiente para casar com a filha. A Casa de Hohenlohe-Langemburgo era mediatizada, ou seja, tratava-se de uma antiga família que perdeu os seus direitos de governação, mas que, em teoria, continuava a manter os seus títulos. Não foi considerado um grande casamento, mas os dois novos eram parentes. Ernesto era neto da princesa Feodora de Leiningen, meia-irmã da rainha Vitória. O casamento celebrou-se no dia 20 de Abril de 1896 em Coburgo e da união nasceram 5 filhos.

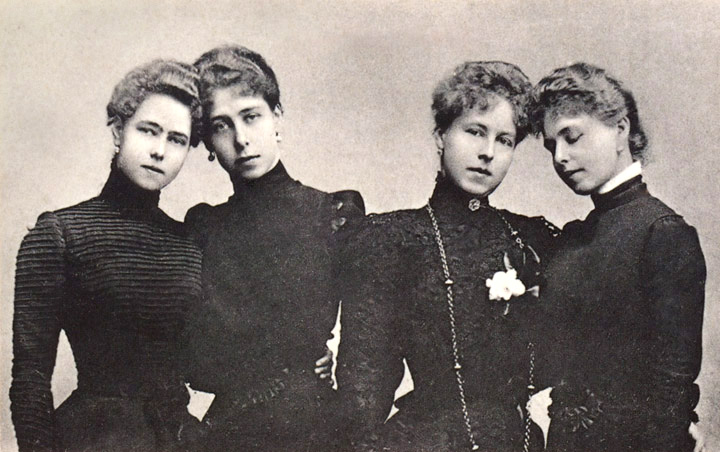
Alexandra e suas irmãs em 1900, sem luto por seu pai.

## Vida posterior
Alexandra viveu o resto da vida na Alemanha. Quando o seu pai morreu em 1900, o marido de Alexandra foi escolhido para regente do ducado de Saxe-Coburgo-Gota até o herdeiro do ducado, o príncipe Carlos Eduardo, atingir a maioridade. O irmão mais velho de Alexandra, Alfredo, tinha morrido em 1899. Durante a Primeira Guerra Mundial, Alexandra trabalhou como enfermeira da Cruz Vermelha. Em fevereiro de 1916, a sua filha mais velha casou-se em Coburgo com o príncipe Guilherme Frederico de Schleswig-Holstein e Alexandra tornou-se avó pela primeira vez em Maio do ano seguinte, quando nasceu o príncipe Hans de Schleswig-Holstein. No dia em que Alexandra e o marido completaram o seu trigésimo-quinto aniversário de casamento, o seu filho Godofredo casou-se com a princesa Margarida da Grécia e Dinamarca. Nos anos que antecederam o rebentar da Segunda Guerra Mundial, Alexandra apoiou o Partido Nazi, ao qual se juntou no dia 1 de maio de 1937, juntamente com a maioria dos seus filhos.
Morreu em Schwäbisch Hall, Baden-Wurttemberg, Alemanha, em 1942.

## Descendência
- Godofredo de Hohenlohe-Langemburgo (24 de maio de 1897 - 11 de maio de 1960), oitavo príncipe de Hohenlohe-Langemburgo; casado com a princesa Margarida da Grécia e Dinamarca; com descendência.
- Maria Melita de Hohenlohe-Langemburgo (18 de janeiro de 1899 - 8 de novembro de 1967), casada com o príncipe Guilherme Frederico de Schleswig-Holstein; com descendência.
- Alexandra de Hohenlohe-Langemburgo (2 de abril de 1901 - 26 de outubro de 1963), não se casou nem teve filhos.
- Irma de Hohenlohe-Langemburgo (4 de julho de 1902 - 8 de março de 1986), não se casou nem teve filhos.
- Alfredo de Hohenlohe-Langemburgo (16 de abril de 1911 - 18 de abril de 1911), morreu com dois dias de idade.